# Christophe Offenstein

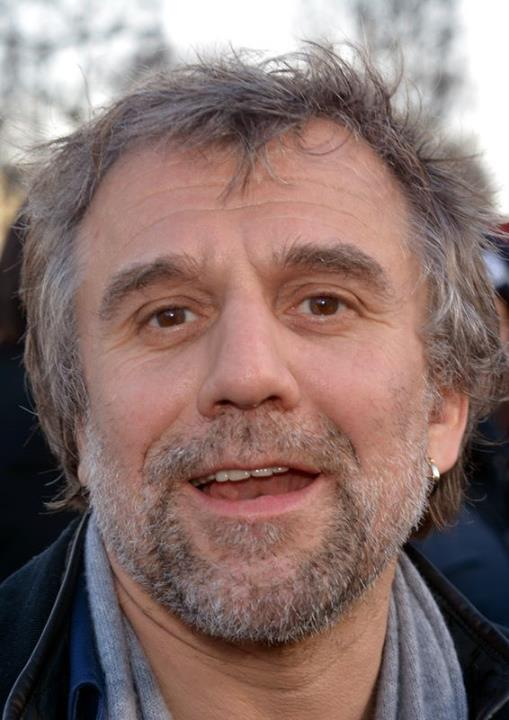
Christophe Offenstein 2014

Christophe Offenstein (* 24. März 1962 in Fontenay-aux-Roses) ist ein französischer Kameramann und Regisseur.

## Leben
Offenstein kam als Elektriker zum Film und wurde schließlich Chef-Elektriker bei Kino- und Fernsehfilmen. Ab Mitte der 1990er-Jahre war er als Kameramann und später als Chefkameramann tätig. Dabei arbeitete er zunächst vor allem mit Guillaume Canet zusammen, mit dem er die Kurzfilme Je t’aim (1998) und J’peux pas dormir … (2000) realisierte. Auch bei Canets erstem Langfilm Bad, Bad Things (2002) übernahm Offenstein die Kameraarbeit. Für seine Leistung in Canets Kein Sterbenswort erhielt Offenstein 2007 eine César-Nominierung in der Kategorie Beste Kamera. Weitere Kollaborationen mit Canet waren Kleine wahre Lügen (2010) und Blood Ties (2013). In den Filmen Quand je serai petit (2012) und Cookie (2013), in denen Offenstein als Kameramann fungierte, stand auch seine Tochter Lolita Offenstein vor der Kamera.
Im Jahr 2012 drehte Offenstein seinen ersten eigenen Film als Regisseur: Zwischen den Wellen mit François Cluzet in der Rolle eines Seglers bei der Einhandsegelregatta Vendée Globe kam 2013 in die Kinos. Guillaume Canet übernahm im Film eine Nebenrolle. Offenstein erhielt für Zwischen den Wellen 2014 eine César-Nominierung für den besten Erstlingsfilm und gewann den Filmpreis schließlich 2016 in der Kategorie Beste Kamera für Valley of Love – Tal der Liebe.

## Filmografie (Auswahl)
- 1989: La vouivre
- 1989: Sommerkomödie (Comédie d'été)
- 1996: Bernie
- 1998: La classe de neige
- 1999: Kennedy und ich (Kennedy et moi)
- 2002: Bad, Bad Things (Mon idole)
- 2004: Le grand rôle
- 2004: À ce soir
- 2004: Was Frauen wirklich wollen (Tout le plaisir est pour moi)
- 2005: Cavalcade
- 2005: Edy
- 2006: Kein Sterbenswort (Ne le dis à personne)
- 2006: Arthur und die Minimoys (Arthur et les Minimoys)
- 2007: Pur week-end
- 2007: La clef
- 2008: Sans arme, ni haine, ni violence
- 2008: Passe-passe
- 2009: Serie in Schwarz (Suite noire) (TV-Serie, zwei Folgen: Schießen Sie auf den Weinhändler und La reine des connes)
- 2010: Le siffleur
- 2010: Studentin, 19, sucht... (Mes chères études) (TV)
- 2010: Kleine wahre Lügen (Les petits mouchoirs), Regie: Guillaume Canet
- 2010: Il reste du jambon?
- 2011: Wer weiß, wohin? (Et maintenant on va où?)
- 2012: Quand je serai petit, Regie: Jean-Paul Rouve
- 2013: Cookie, Regie: Léa Fazer
- 2013: Blood Ties, Regie: Guillaume Canet
- 2013: Zwischen den Wellen (En solitaire), Regie: Guillaume Nicloux
- 2014: L’enlèvement de Michel Houellebecq, Regie: Guillaume Nicloux
- 2014: Zu Ende ist alles erst am Schluss (Les souvenirs), Regie: Jean-Paul Rouve
- 2015: Valley of Love – Tal der Liebe (Valley of Love), Regie: Guillaume Nicloux|
- 2019: Thalasso, Regie: Guillaume Nicloux
- 2021: Glück auf einer Skala von 1 bis 10 (Presque)
- 2024: Dans la peau de Blanche Houellebecq, Regie: Guillaume Nicloux

## Auszeichnungen
- 2007: César-Nominierung, Beste Kamera, für Kein Sterbenswort
- 2014: César-Nominierung, Bestes Erstlingswerk, für Zwischen den Wellen
- 2014: Nominierung Prix Lumières, Bestes Erstlingswerk (Prix Heike Hurst), für Zwischen den Wellen
- 2016: César, Beste Kamera, für Valley of Love